# Абелардо Фернандес
Абелардо Фернандес (ісп. Abelardo Fernández Antuña, нар. 19 квітня 1970, Хіхон) — іспанський футболіст, що грав на позиції захисника. По завершенні ігрової кар'єри — футбольний тренер. Наразі очолює тренерський штаб команди «Спортінг» (Хіхон).
Виступав за «Спортінг» (Хіхон), «Барселону» та «Алавес», а також національну збірну Іспанії. Виступаючи за «Барсу» Абелардо по два рази вигравав чемпіонат, Кубка та Суперкубок Іспанії, а також по одному разу Кубок Кубків УЄФА та Суперкубка УЄФА. У складі збірної — олімпійський чемпіон, а також учасник двох чемпіонатів світу та Європи.

## Клубна кар'єра
Народився 19 квітня 1970 року в місті Хіхон. На юнацькому рівні Абелардо виступав за кілька місцевих команд, після чого перейшов в академію хіхонського «Спортінга». У 1989 році він підписав з цим клубом професійний контракт. За «Спортінг» Абелардо виступав протягом 5 сезонів, у яких зіграв 178 матчів.

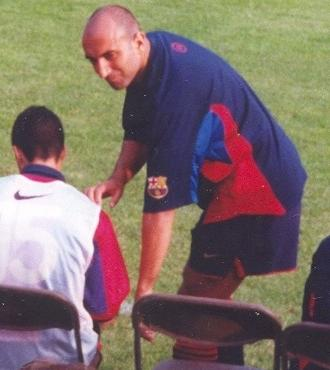
Абелардо під час виступів за «Барселону». 2000 рік.

В один із грандів іспанського футболу — «Барселону» — Абелардо перейшов у 1994 році вже сформованим гравцем, що має досвід виступу на великих міжнародних турнірах. За 7 років, проведених в «Барселоні», він двічі вигравав чемпіонат, Кубок і Суперкубок Іспанії, а також став переможцем двох європейських змагань — Кубка володарів Кубків і Суперкубка УЄФА. Останні роки Абелардо в Каталонії були зіпсовані травмами.
У віці 32 років Абелардо перейшов у «Алавес». Контракт, підписаний гравцем, був розрахований на 2 роки, але через один сезон іспанець завершив кар'єру. Причиною стали проблеми з коліном, що почалися у футболіста ще в «Барселоні».

## Виступи за збірні
Протягом 1990—1992 років залучався до складу молодіжної збірної Іспанії. На молодіжному рівні зіграв у 19 офіційних матчах, забив 6 голів.
Брав участь в домашній для іспанців барселонській Олімпіаді 1992 року і виграв золоту медаль. У тому розіграші на рахунку Абелардо 2 м'ячі — у півфіналі Гані і у фінальному матчі з поляками.
4 вересня 1991 року дебютував в офіційних іграх у складі національної збірної Іспанії в товариському матчі з Парагваєм. Брав участь у двох чемпіонатах світу (1994 року у США і 19984 року у Франції) і двох чемпіонатах Європи (1996 року в Англії і 2000 року  у Бельгії та Нідерландах).
Протягом кар'єри у національній команді, яка тривала 11 років, провів у формі головної команди країни 54 матчі, забивши 3 голи.

## Кар'єра тренера
Після завершення кар'єри гравця Абелардо працював з дитячими та юнацькими командами рідного для нього «Спортінга». З 2008 по 2010 рік він очолював дубль хіхонців — «Спортінг Хіхон Б».
Перед початком сезону 2010-11 Абелардо очолив клуб четвертого по значущості іспанського дивізіону «Кандас», після чого недовго тренував клуб «Туїлла» з того ж дивізіону.
10 лютого 2012 року Абелардо повернувся в «Спортінг» (Хіхон) як помічник нового головного тренера першої команди Іньякі Техади. В кінці сезону, після вильоту команди до Сегунди, Абелардо повернувся до роботи з другою командою, що грала в Сегунді Б.
4 травня 2014 року Абелардо замінив Хосе Рамона Сандовала на посаді головного тренера першої команди «Спортінга» і очолював її в останніх п'яти іграх чемпіонату, в яких йому вдалося здобути три перемоги і дві нічиї та кваліфікуватись у плей-оф за право виступів у Ла-Лізі. Щоправда там у першому ж раунді його команда зазнала поразки від «Лас-Пальмаса» і залишилась у другому дивізіоні. Проте в сезоні 2014/15 «Спортінг» виступив ще краще, зайнявши друге місце, й напряму вийшов у Ла Лігу.
У першому сезоні в еліті для Абелардо як тренера команда боролась за виживання і отримала право залишитись в еліті лише після перемоги у останньому матчі сезону проти «Вільяреала» (2:0). Перемінні турнірні успіхи (основна мета колективу була - утриматися в лізі), чергувалися із низкою прикрих невдач. Тому ейфорія від потрапляння до числа найкращих швидко розвіялася, а надмірні вимоги очільників клубу призвели до надмірної емоційності в колективі та суперечок. Відтак в січні 2017 року Фернандес полишив рідні пенати.
Перспективний тренер не довго перебував без роботи, вже влітку мав чимало пропозицій із клубів Сегунди та навіть Ла-Ліги. А в грудні 2017 року іспанські вболівальники з подивом довідалися, що Фернандес повернувся до Віторії, де завершував кар'єру гравця. Тільки цього разу він зголосився очолити справжнього аутсайдера (який вже в першому колі змінив 5 тренерів), і очікувалося, що вони головні кандидати на виліт з ліги. В першій же своїй грі Фернандесу вдалося проявити всі свої здібності, адже команда пропустивши в першому таймі два гола, зуміла відігратися і навіть перемогти. Такий емоційний поворот, призвів до турнірних звитяг, внаслідок яких "славетні" зі столиці Алавесу - зуміл врятуватися від вильоту. А вже в наступному сезоні, 2018-2019 років, вони, неочікувано, увірвалися до 6-ки кращих команд ліги і перебували там до кінця сезону. Лише в останніх турах, «біло-сині» фізично підсіли й, в підсумку, посіли 11 місце, відстаючи від кращих клубів на кілька очок. Фернандес очікував підписання суттєвого контракту на наступні сезони, але очільники клубу мали іншу думку: запросивши ще одного молодого й перспективного наставника.

## Статистика
| Чемпіонат | Чемпіонат          | Чемпіонат | Ліга | Ліга |
| Сезон     | Клуб               | Ліга      | Ігри | Голи |
| Іспанія   | Іспанія            | Іспанія   | Ліга | Ліга |
| --------- | ------------------ | --------- | ---- | ---- |
| 1989/90   | «Спортінг» (Хіхон) | Ла Ліга   | 33   | 2    |
| 1990/91   | «Спортінг» (Хіхон) | Ла Ліга   | 38   | 1    |
| 1991/92   | «Спортінг» (Хіхон) | Ла Ліга   | 35   | 2    |
| 1992/93   | «Спортінг» (Хіхон) | Ла Ліга   | 37   | 3    |
| 1993/94   | «Спортінг» (Хіхон) | Ла Ліга   | 36   | 5    |
| 1994/95   | «Барселона»        | Ла Ліга   | 30   | 4    |
| 1995/96   | «Барселона»        | Ла Ліга   | 31   | 1    |
| 1996/97   | «Барселона»        | Ла Ліга   | 21   | 3    |
| 1997/98   | «Барселона»        | Ла Ліга   | 15   | 0    |
| 1998/99   | «Барселона»        | Ла Ліга   | 31   | 1    |
| 1999/00   | «Барселона»        | Ла Ліга   | 25   | 1    |
| 2000/01   | «Барселона»        | Ла Ліга   | 19   | 1    |
| 2001/02   | «Барселона»        | Ла Ліга   | 7    | 0    |
| 2002/03   | «Алавес»           | Ла Ліга   | 28   | 0    |
| Всього    | Всього             | Всього    | 386  | 24   |

| Збірна Іспанії | Збірна Іспанії | Збірна Іспанії |
| Роки           | Ігри           | Голи           |
| -------------- | -------------- | -------------- |
| 1991           | 4              | 2              |
| 1992           | 1              | 0              |
| 1993           | 0              | 0              |
| 1994           | 12             | 0              |
| 1995           | 6              | 0              |
| 1996           | 10             | 0              |
| 1997           | 5              | 0              |
| 1998           | 3              | 0              |
| 1999           | 1              | 0              |
| 2000           | 11             | 1              |
| 2001           | 1              | 0              |
| Всього         | 54             | 3              |

## Титули і досягнення
- Чемпіон Іспанії (2):

«Барселона»: 1997-1998, 1998-1999
- Володар Кубка Іспанії (2):

«Барселона»: 1996-1997, 1997-1998
- Володар Суперкубка Іспанії (2):

«Барселона»: 1994, 1996
- Володар Кубка Кубків УЄФА (1):

«Барселона»: 1996–1997
- Володар Суперкубка УЄФА (1):

«Барселона»: 1997
- Олімпійський чемпіон (1):

Іспанія U-23: 1992

### Індивідуальні
- Футболіст року в «Спортінгу» (Хіхон): 1992-93, 1993-94
- Приз Мігеля Муньйоса (Сегунда): 2014-15
- Тренер команди року іспанської Сегунди: 2014-15